# Mera (přítok Volhy)
Mera (rusky Мера) je řeka v Kostromské a v Ivanovské oblasti v Rusku. Je dlouhá 152 km. Povodí řeky je 2380 km².

## Průběh toku
Ústí do Gorkovské přehrady naproti města Kiněšma jako levý přítok Volhy.

## Vodní režim
Zdrojem vody jsou převážně sněhové srážky. Průměrný průtok vody ve vzdálenosti 51 km od ústí činí 6,5 m³/s. Zamrzá v listopadu a rozmrzá v dubna.